# Hennin (Adelsgeschlecht)

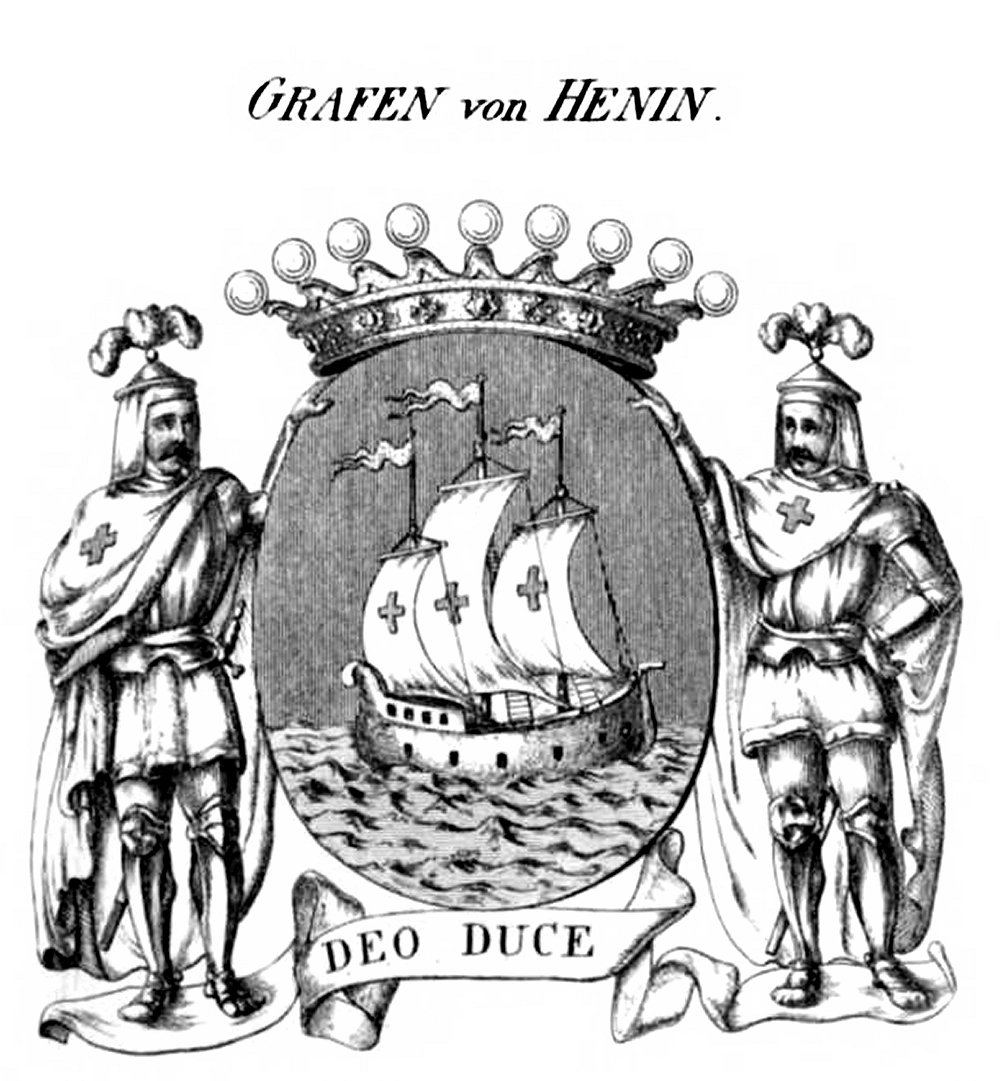
Wappen der Grafen von Hennin (Henin)

Die Freiherren und Grafen von Hennin (auch Henin) entstammten dem französischen Adelsgeschlecht de Navier (auch de Naviere), das bereits 1444 in Toul bekannt war. Sie stiegen in Diensten der Herzoge von Lothringen auf und verlegten später ihren Sitz an den Oberrhein. Dort dienten sie den Habsburgern und dem Haus Baden. Das Geschlecht endete in der männlichen Linie 1980 mit dem Tod von Ludwig von Hennin.

## Geschichte

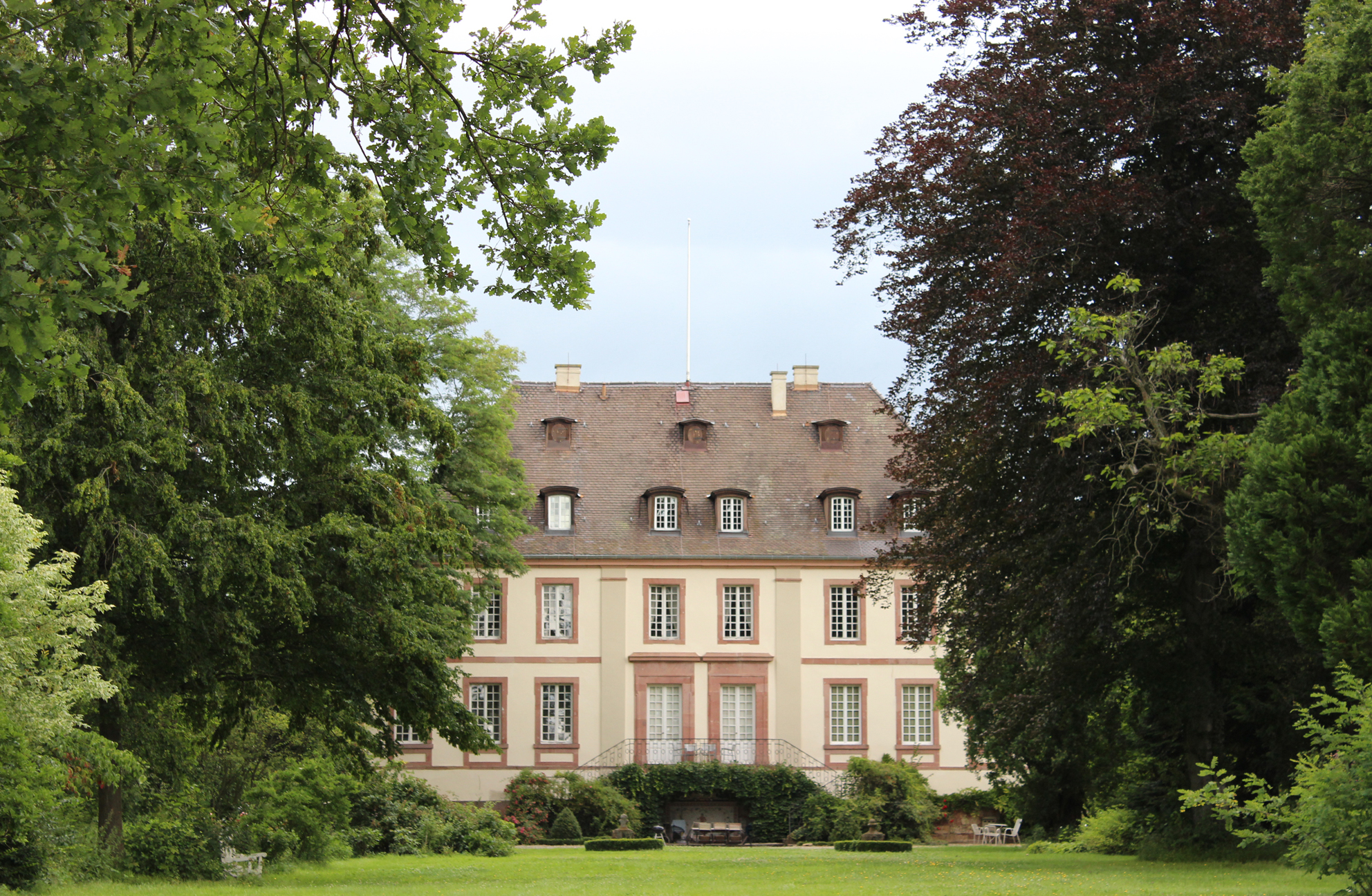
Schloss Neuershausen in March-Neuershausen

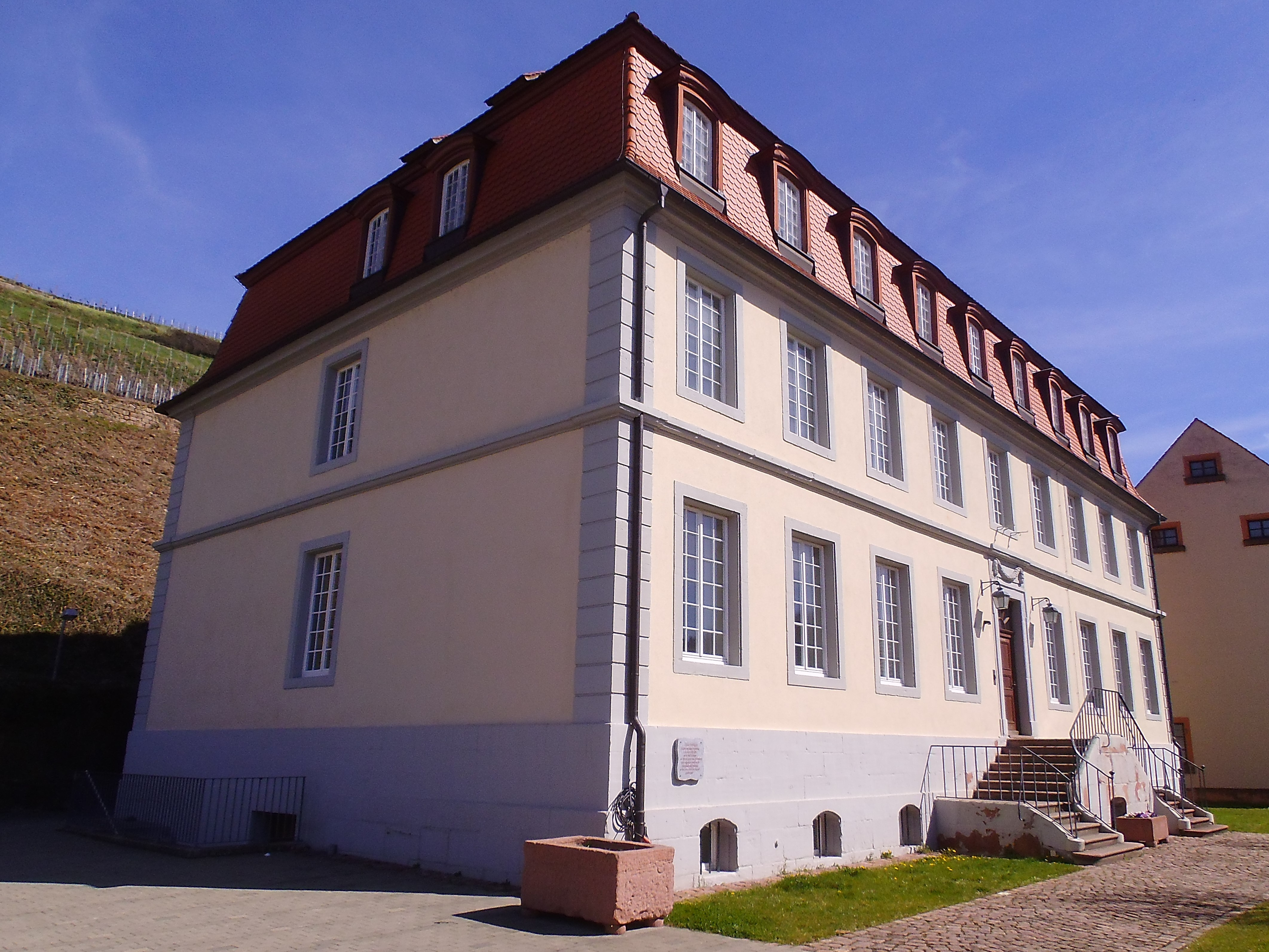
Schloss Hecklingen von 1775 bis 1985 im Besitz der Grafen von Hennin

Herzog Karl III. von Lothringen gab 1582 Etienne de Navier (genannt Steff de Naviere) die Herrschaft Henningen mit dem Henninghof in Möhringen-Zondringen zu Lehen und er nannte sich danach de Hennin. 1629 wurde das Geschlecht durch Kaiser Ferdinand II. in den Freiherrenstand erhoben und 1726 von Herzog Leopold von Lothringen in den Grafenstand. Karl Franz von Hennin († 1702) war lothringischer Gouverneur von Hombourg-Haut und Saint-Avold.
Im Gefolge Herzog Leopolds kamen Anton und Karl (1667–1728) von Hennin nach Österreich, wo sie in der kaiserlichen Armee dienten.
1750 trat Karl von Hennin (1728–1798) in den Dienst der Markgrafschaft Baden-Baden. 1768 war der katholische Graf Oberamtmann des markgräflich baden-badenschen Oberamtes Mahlberg. Er behielt dieses Amt auch nach der Wiedervereinigung der beiden badischen Markgrafschaften Baden-Baden und Baden-Durlach (1771). 1774 schied er aus dem markgräflichen Dienst aus, verkaufte die Familiengüter in Lothringen und kaufte die reichsfreie Herrschaft Hecklingen mit der Burgruine Lichteneck.
Durch den Kauf der Herrschaft Hecklingen wurden die Grafen von Hennin Mitglieder der Breisgauer Ritterschaft. Im Breisgau hatten die Habsburger die freien Reichsritter unter ihre Landeshoheit gebracht, die Ritterschaft war der zweite Stand in den Breisgauer Landständen und die Grafen von Hennin waren nun eine von etwa 25 Adelsfamilien, die über die Landstände Mitwirkungsrechte bei der Regierung des Breisgaus hatten. Bereits 1776 begann Karl von Hennin den Bau des unteren Schlosses in Hecklingen. Seine Ehefrau, Gräfin Elisabeth von Schauenburg-Hennin, ließ das Neuershauser Schloss in Neuershausen errichten, das 1783 fertiggestellt wurde. 1841 erwarb Franz Albert (1816–1894) das sogenannte obere Schloss in Hecklingen.
Nachdem der vorderösterreichische Breisgau und dessen kurzlebiger Nachfolger, das Herzogtum Modena-Breisgau 1806 an das Kurfürstentum Baden gefallen war, konnten die Grafen von Hennin im kurz darauf gegründeten Großherzogtum Baden eine ansehnlich Stellung gewinnen.
Der badische Hofgerichtsrat Peter von Hennin kam 1825 als Vertreter des grundherrlichen Adels (Bezirk oberhalb der Murg) in die erste Kammer der badischen Ständeversammlung und verblieb dort bis 1833. 1841/42 und 1847/48 war er nochmals in der Kammer. Der Mannheimer Stadtdirektor Rudolf von Hennin war 1859 bis 1865 Mitglied der Kammer und 1861 bis 1865 deren II. Vizepräsident. Konstantin von Hennin war von 1889 bis 1904 Mitglied der Kammer.

## Wappen

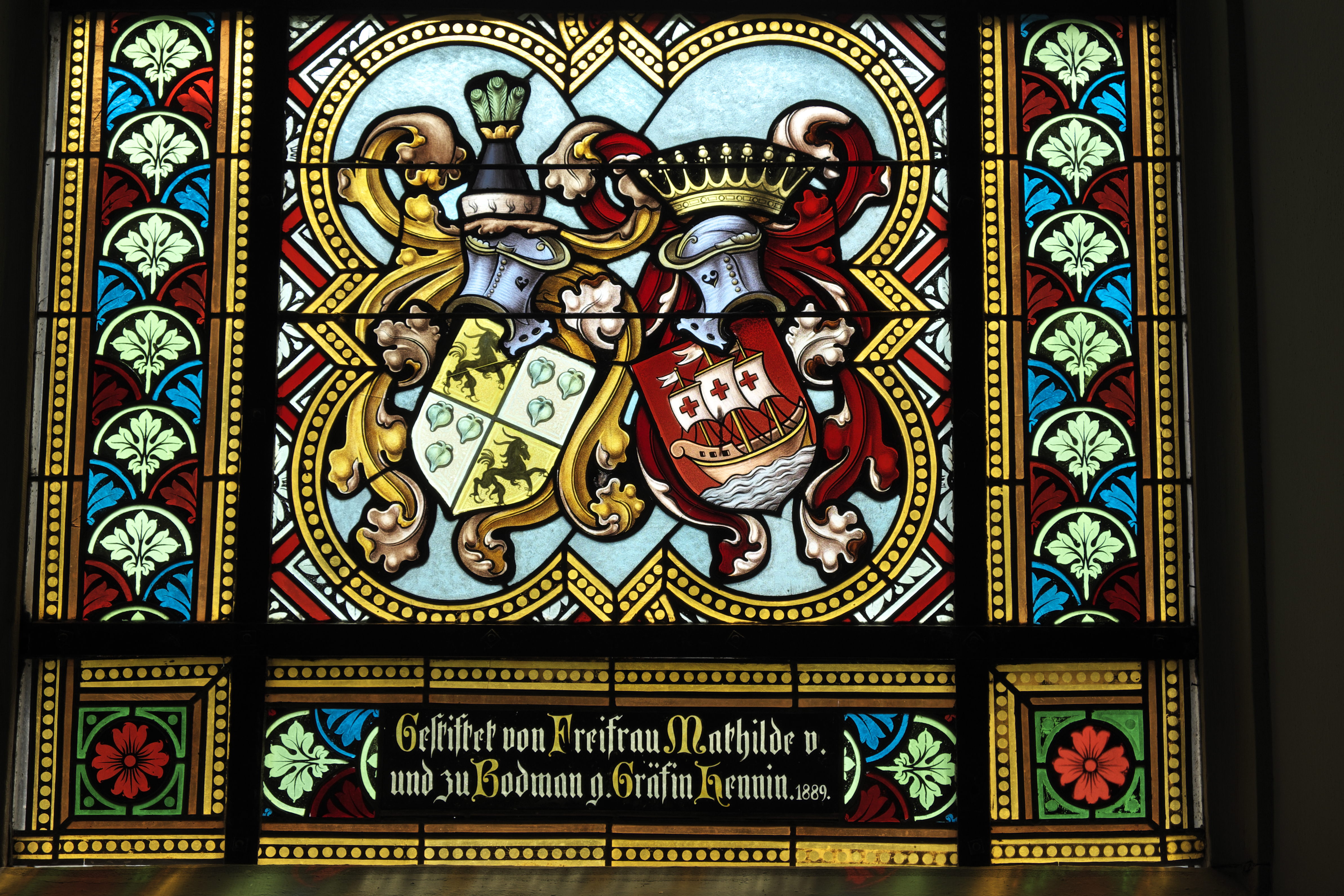
Wappen derer von Hennin (Navier) (rechts)

In rot ein goldenes Schiff mit dem Lothringerkreuz auf den Segeln. Einige Ortschaften der ehemaligen Herrschaft Henningen haben in ihren Ortswappen noch das Wappen der de Navier. So z. B. Folschviller und Marange-Zondrange. Der Wahlspruch der Familie lautete deo duce (mit göttlicher Führung).

## Persönlichkeiten
- Franz von Hennin (1601–1645) war Söldner und Offizier im Dreißigjährigen Krieg
- Rudolf von Hennin (1806–1882) war ein deutscher Verwaltungsjurist im Großherzogtum Baden